# Trakovice
Trakovice este o comună slovacă, aflată în districtul Hlohovec din regiunea Trnava. Localitatea se află la altitudinea de 143 m deasupra n.m., se întinde pe o suprafață de 11,63 km2 și în 2017 număra 1.556 de locuitori.

## Istoric
Localitatea Trakovice este atestată documentar din 1275.

## Demografie
| An:                | 1994 | 2004   | 2014    | 2024   |
| ------------------ | ---- | ------ | ------- | ------ |
| Număr de persoane: | 1253 | 1321   | 1511    | 1539   |
| Diferență:         |      | +5,42% | +14,38% | +1,85% |

| An:                | 2023 | 2024   |
| ------------------ | ---- | ------ |
| Număr de persoane: | 1545 | 1539   |
| Diferență:         |      | −0,38% |